# ФК Вихър (Славяново)
ФК „Вихър“ е футболен отбор от град Славяново, област Плевен, България.
През сезон 2014/15 печели промоция за В група. Основните цветове на отбора са червено и бяло.